# Ретиногипоталамический тракт
Ретино-гипоталамический тракт (РГТ) — это световая нервная система, входной путь, участвует в циркадных ритмах млекопитающих. Происхождение ретино-гипоталамического тракта — это по своей природе светочувствительные ганглиозные клетки сетчатки (ipRGC), которые содержат фотопигмент меланопсин. Аксоны ipRGC, принадлежащие ретиногипоталамическому тракту, проецируются непосредственно, моносинаптически, в супрахиазматические ядра (SCN) через зрительный нерв и зрительный перекрест.

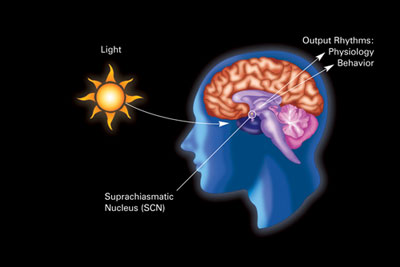
Ретиногипоталамический тракт передает информацию об уровнях освещенности от глаз к гипоталамусу

## Ретино-гипоталамическая функциональная система
В частности, заслуживают внимания исследование и перестройка внутри- и межцентральных отношений при помощи модификации функций прямых ретино-гипоталамических связей физиологически адекватными электромагнитными стимулами, поскольку у млекопитающих ретино-гипоталамический тракт (РГТ) — единственный сенсорный афферентный путь с непосредственной проекцией в гипоталамус.

## Влияние на циркадные ритмы
SCN гипоталамуса содержит эндогенный кардиостимулятор, который регулирует циркадные ритмы. Zeitgeber, оказывающий наиболее сильное влияние на SCN, является свет, который является формой стимуляции, преобразование которой необходимо для её обработки мозгом. Нейротрансмиттеры, путешествующие по РГТ, несут ответственность за доставку этого сообщения в другие части мозга. Если этому важному пути будет нанесен ущерб, могут произойти изменения циркадных ритмов, включая фазовые сдвиги. Исследования, проведенные на крысах, показывают, что даже при сильно дегенерированных фоторецепторах (слепые, отсутствие восприятия видимого света) они обладают способностью вовлекаться в цикл свет/темнота, потому что у них есть неповрежденные РГТ.
Было проведено исследование для наблюдения различия в трех группах крыс Sprague-Dawley: у тех, у которых была отрезана часть пути РГТ, когда они были взрослыми (AE); у тех, у которых часть пути была отрезана в течение 24 часов после их рождения (NE) и у контрольных групп. Дальнейшее развитие мозга участников группы NE показало, что два супрахиазматических ядра (SCN) имеют почти равные входы вскоре после того, как путь перерезан. Было показано, что это резко замедляет ресинхронизацию внутренних биологических ритмов с внешними сигналами времени, в первую очередь светом. Крысы в группах AE и NE аналогичным образом уменьшили количество потребляемой жидкости во время исследования в те часы, когда они находились под постоянным светом. Это может указывать на то, что потребление воды зависит от количества соединений в этом пути и влияет на дальнейшее развитие других частей мозга, которые зависят от света.